# イチブトゼンブ/DIVE
『イチブトゼンブ/DIVE』（イチブトゼンブ/ダイブ）は、日本の音楽ユニット・B'zの46作目のシングル。2009年8月5日にVERMILLION RECORDSより発売された。

## 概要
前作『BURN -フメツノフェイス-』から約1年4か月ぶりのリリースで、B'zのシングルでは19thシングル『ミエナイチカラ 〜INVISIBLE ONE〜/MOVE』以来2作目となる両A面シングル。シングルのリリース間隔が1年以上空いたのは本作が初である。
本作のレコーディングには、ドラムスにレッド・ホット・チリ・ペッパーズのチャド・スミスが初参加、ベースにマーズ・ヴォルタのホアン・アルデレッテが16thアルバム『ACTION』から引き続き参加した。また、レコーディングにライブサポートメンバーの増田隆宣が参加するのは、26thシングル『ギリギリchop』以来約10年ぶりとなった。
発売日前後のメンバーのテレビ出演によるプロモーション活動はドラマ宣伝特番でのコメントでわずかに出演したのみで、テレビ番組での披露は2012年の『ミュージックステーションスーパーライブ』まで行われなかった。

## 記録
オリコン週間シングルチャートでは1990年発売の5thシングル『太陽のKomachi Angel』以来42作連続通算42度目、20年連続での1位獲得となった。8週連続TOP10入りは12thシングル『愛のままにわがままに 僕は君だけを傷つけない』以来16年ぶり、8週連続TOP5入りは1991年発売の8thシングル『LADY NAVIGATION』、1992年発売の10thシングル『BLOWIN'』の7週連続を抜き17年ぶりに自己最高記録を更新した。また39thシングル『OCEAN』以来となる4年ぶりに年間チャートTOP10入りとなり、2000年代でのB'zのシングルとしては最高の年間6位となった。
音楽配信サイト・レコチョクでの着うたランキングでは、「イチブトゼンブ」が発売前から2週以上TOP3にランクインし、発売後は7週連続首位を記録、5週目には100万ダウンロードを達成し、B'z初の着うたダウンロードでのミリオンを記録。同サイトの着うたフルランキングでも3週連続首位を記録し、2009年8月度・9月度の月間ランキングは着うた・着うたフル両部門で首位を獲得。特に着うたフルでは配信開始6日で8月度月間1位となった。2009年レコチョク年間着うたランキングでは3位、着うたフルでは4位となった。着うたフルを合わせたダウンロード数は222万ダウンロードを記録した。音楽配信サービス・dwango.jpの2009年年間着うたフルランキングでは6位となった。
PC配信主要2社での年間ランキングはiTunes Storeでは5位、moraでは4位をそれぞれ記録した。
第24回日本ゴールドディスク大賞でザ・ベスト5ソングを受賞した。
Billboard JAPANによる、Billboard Japan Hot 100 Year End 2009（2009年年間シングルチャート）では年間1位を記録し、同社が主催する『Billboard JAPAN Music Award』ではシングル総合チャート部門を受賞した。
日本レコード協会からは「着うた」および「シングルトラック」部門でそれぞれミリオンの認定を受け、シングル作品では27thシングル『今夜月の見える丘に』以来9年ぶりのミリオン作品となった。

## 収録曲
| 全作詞: 稲葉浩志、全作曲: 松本孝弘。 |                      |           |            |                                        |      |
| #                                    | タイトル             | 作詞      | 作曲・編曲 | 編曲                                   | 時間 |
| 1.                                   | 「イチブトゼンブ」   | 稲葉浩志  | 松本孝弘   | 松本孝弘・稲葉浩志・寺地秀行           | 4:12 |
| 2.                                   | 「DIVE」             | 稲葉浩志  | 松本孝弘   | 松本孝弘・稲葉浩志・寺地秀行           | 3:18 |
| 3.                                   | 「National Holiday」 | 稲葉浩志  | 松本孝弘   | 松本孝弘・稲葉浩志・池田大介・寺地秀行 | 3:14 |
| 合計時間:                            | 合計時間:            | 合計時間: | 10:44      |                                        |      |

## 楽曲解説
1. イチブトゼンブ
  - ロックをベースとしたミディアムテンポのナンバー[19]。
  - フジテレビ系月曜9時ドラマ『ブザー・ビート〜崖っぷちのヒーロー〜』のために書き下ろされた楽曲で、同局のドラマ主題歌は2005年に発売の「OCEAN」以来4年ぶりであり、B'z初の月9ドラマ主題歌である。ドラマの企画コンセプトを読んでから楽曲制作に当たった。
  - 歌詞について稲葉は「私たちが大切な人を思うとき、時間が経つにつれ、ついついあれもこれもと全部を相手に求めてしまいがちですが、最初に愛しいと感じた確固たるポイントさえ忘れなければ、幸せな気持ちでいられるんじゃないでしょうか」と語っている[19]。
  - ドラマの劇中で使用された、ピアノとストリングスを使用したアレンジのバラードバージョンは、次作『MY LONELY TOWN』の3rd beatに収録された。
  - 『第62回ザテレビジョンドラマアカデミー賞』のドラマソング賞では1位を受賞した[20]。
  - 前述の通り発売時期にテレビでは披露されなかったが、発売から3年後の2012年12月21日放送のテレビ朝日系『ミュージックステーションスーパーライブ2012』で、2005年発売の「愛のバクダン」と共に披露された[14]。その後、2015年1月18日放送の日本テレビ系『LIVE MONSTER』[21]、2017年12月6日放送のフジテレビ系『2017 FNS歌謡祭』でも披露された[22]。
  - ライブの定番曲であり、発売以降のライブではほぼ欠かさず演奏されている[注釈 3]。また、2020年に行われた無観客配信ライブ『B'z SHOWCASE 2020 -5 ERAS 8820-』のDay5内で行われた「B'z LIVE演奏回数ランキング」では、2020年時点で第7位を記録した[24][25]。
  - イントロのトレモロ部分は当初はオケで流していたが、近年のアレンジでは松本が弾く場合もある。またメロディーは弾くがトレモロ奏法を用いないケースもある。
2. DIVE
  - スズキ「スイフト」CMソング。「イチブトゼンブ」より先に発表された。
  - MVの監督は多田卓也[26]。
  - 通常のMVとは別に、過去のライブ映像を音源に合わせて編集した1コーラスのみのMVも作られ、YouTubeで先行公開されていた。
  - 2006年発売の「衝動」（3分14秒）に次いで演奏時間が短いシングル曲で、17thアルバム『MAGIC』には演奏時間が3分に短縮されたアルバムバージョン（表記なし）で収録されている[27]。
  - 本曲は、テレビ番組では披露されていない。
3. National Holiday
  - 2008年に行われた『B'z LIVE-GYM 2008 "ACTION"』（アリーナ公演）の客出し曲として使用されていた[12]。
  - ライブ未演奏かつアルバム未収録となっている。

## タイアップ
- フジテレビ系月曜9時ドラマ『ブザー・ビート〜崖っぷちのヒーロー〜』主題歌（#1）
- スズキ「スイフト」CMソング（#2）

## 参加ミュージシャン
- 松本孝弘：ギター、全曲作曲・編曲
- 稲葉浩志：ボーカル、全曲作詞・編曲
- 寺地秀行：全曲編曲
- 池田大介：編曲（#3）
- チャド・スミス：ドラム（#1.2）
- ジェレミー・コルソン：ドラム（#3）
- ホアン・アルデレッテ（英語版）：ベース（#1.2）
- ショーン・ハーレー：ベース（#3）
- 増田隆宣：オルガン（#2）

## 収録アルバム
イチブトゼンブ
- MAGIC
- B'z The Best XXV 1999-2012

DIVE
- MAGIC （アルバムバージョン）
- B'z The Best XXV 1999-2012

## ライブ映像作品
イチブトゼンブ
- MAGIC（特典DVD）
- B'z LIVE-GYM 2010 "Ain't No Magic" at TOKYO DOME
- GO FOR IT, BABY -キオクの山脈-（特典DVD）
- B'z LIVE-GYM 2011 -C'mon-
- B'z LIVE-GYM Pleasure 2013 ENDLESS SUMMER -XXV BEST-
- 有頂天（特典DVD）
- B'z LIVE-GYM 2015 -EPIC NIGHT-
- B'z COMPLETE SINGLE BOX（特典DVD）
- DINOSAUR（特典DVD・Blu-ray Disc）
- B'z LIVE-GYM 2017-2018 “LIVE DINOSAUR”
- B'z LIVE-GYM Pleasure 2018 -HINOTORI-
- B'z LIVE-GYM 2019 -Whole Lotta NEW LOVE-
- B'z SHOWCASE 2020 -5 ERAS 8820- Day1〜5
- B'z LIVE-GYM 2022 -Highway X-
- B'z LIVE-GYM Pleasure 2023 -STARS-

DIVE
- MAGIC（特典DVD）
- B'z LIVE-GYM 2010 "Ain't No Magic" at TOKYO DOME
- B'z LIVE-GYM 2011 -C'mon-
- B'z COMPLETE SINGLE BOX（特典DVD）
- B'z LIVE-GYM 2017-2018 “LIVE DINOSAUR”
- B'z SHOWCASE 2020 -5 ERAS 8820- Day1〜5